# Coryphaena equiselis
Coryphaena equiselis is een straalvinnige vis uit de familie van goudmakrelen (Coryphaenidae), orde baarsachtigen (Perciformes), die voorkomt in Zuid-Amerika.

## Anatomie
Coryphaena equiselis kan een lengte bereiken van 127 cm en kan maximaal 4 jaar oud worden. Van de zijkant gezien heeft het lichaam van de vis een langgerekte vorm, van bovenaf gezien is de vorm het beste te typeren als gedrongen. De soort heeft één rugvin met 52-59 vinstralen en één aarsvin met 24-28 vinstralen.

## Leefwijze
Coryphaena equiselis is een zoutwatervis die voorkomt in een subtropisch klimaat. De soort is voornamelijk te vinden in zeeën en oceanen.
Het dieet van de vis bestaat hoofdzakelijk uit dierlijk voedsel, waarmee het zich voedt door te jagen op macrofauna en vis.

## Relatie tot de mens
Coryphaena equiselis is voor de visserij van beperkt commercieel belang en er wordt door hengelaars op gevist.
De soort komt niet voor op de Rode Lijst van de IUCN.